# Municipio de Bethel (condado de Fulton)
El municipio de Bethel (en inglés: Bethel Township) es un municipio ubicado en el condado de Fulton en el estado estadounidense de Pensilvania. En el año 2000 tenía una población de 1.420 habitantes y una densidad poblacional de 15 personas por km².

## Geografía
El municipio de Bethel se encuentra ubicado en las coordenadas 39°45′30″N 78°15′29″O / 39.75833, -78.25806.

## Demografía
Según la Oficina del Censo en 2000 los ingresos medios por hogar en la localidad eran de $36,518 y los ingresos medios por familia eran de $40,333. Los hombres tenían unos ingresos medios de $27,167 frente a los $20,083 para las mujeres. La renta per cápita de la localidad era de $15,999. Alrededor del 8,7% de la población estaba por debajo del umbral de pobreza.